# Placement boursier
Un placement boursier est un placement d'argent en 
- titres et actifs financiers cotés en bourse (actions, obligations et éventuellement dérivés)
- et/ou en parts de fonds d'investissement ou d'autres organismes financiers détenant et gérant un portefeuille boursier (exemple : certains contrats d'assurance-vie).

La notion de placement en bourse a une connotation différente de celle de spéculation boursière, encore qu'il s'agisse plus d'une question de degré d'intervention sur le marché que de différence fondamentale (durée de détention des actifs souvent plus longue, moindre utilisation des dérivés, atténuation du risque par la diversification du portefeuille...).